# Jus
Jus (ili jons, zvano i veliki jotirani jus; stsl. jǫsъ) je naziv za slovo glagoljice i stare ćirilice. 
Koristilo se za zapis glasovnog skupa /jǫ/, gdje je drugi dio nazalno /ǫ/, koje se inače pisalo znakom us. Slovo je izvedeno iz jo i es, po principu kako je us izveden iz o i es.
Slovo nije imalo brojevnu vrijednost.
Standard Unicode i HTML ovako predstavljaju slovo jus u glagoljici:
|                  | Unikod | Unikod                                    | HTML     | HTML | izgled ovisi o pregledniku | poveznice (engl.)                |
| k. točka         | naziv  | kod                                       | entitet  |      | izgled ovisi o pregledniku | poveznice (engl.)                |
| ---------------- | ------ | ----------------------------------------- | -------- | ---- | -------------------------- | -------------------------------- |
| veliko slovo jus | U+2C29 | GLAGOLITIC CAPITAL LETTER IOTATED BIG YUS | &#x2C29; | nema | Ⱙ                          | detaljni podaci test preglednika |
| malo slovo jus   | U+2C59 | GLAGOLITIC SMALL LETTER IOTATED BIG YUS   | &#x2C59; | nema | ⱙ                          | detaljni podaci test preglednika |

## Napomene
1. ↑  Nazivi glagoljskih slova izvorno su na staroslavenskome, koji ima neke glasove kojih u hrvatskome nema. Prilagodba originalnih naziva na hrvatski nije jednoznačna. Nazivi ovdje su prema tablici u Hrvatskoj općoj enciklopediji, svezak 4, »Glagoljica«, s tim da se nazalni glasovi ę i ǫ, koji se u enciklopediji bilježe kao en i on, zamjenjuju s e i u, što su najčešći odrazi tih glasova u hrvatskom (stsl. imę, rǫka prema hrv. ime, ruka). To donekle odstupa od uvriježenih naziva u dijelu literature.

## Poveznice
- staroslavenski jezik
- us

## Vanjske poveznice
- Definicija glagoljice u standardu Unicode (PDF) (eng.)
- Stranica R. M. Cleminsona, s koje se može instalirati font Dilyana koji sadrži glagoljicu po standardu Unicode (eng.)